# Sannazzaro de’ Burgondi
Sannazzaro de’ Burgondi ist eine Gemeinde mit 5122 Einwohnern (Stand 31. Dezember 2023) in der Provinz Pavia in der italienischen Region Lombardei.

## Lage und Wirtschaft
Sannazzaro de’ Burgondi liegt in der hier völlig flachen Po-Ebene etwa 2 Kilometer nördlich des Flusses und 50 Kilometer südlich von Mailand. Die Gemeinde ist für ihren Anbau von Risottoreis, insbesondere der Sorte Carnaroli bekannt. Wirtschaftlich und ökologisch bestimmender ist jedoch eine Großraffinerie der Eni S.p.a., unmittelbar westlich der Wohnbebauung der Gemeinde.

## Geschichte

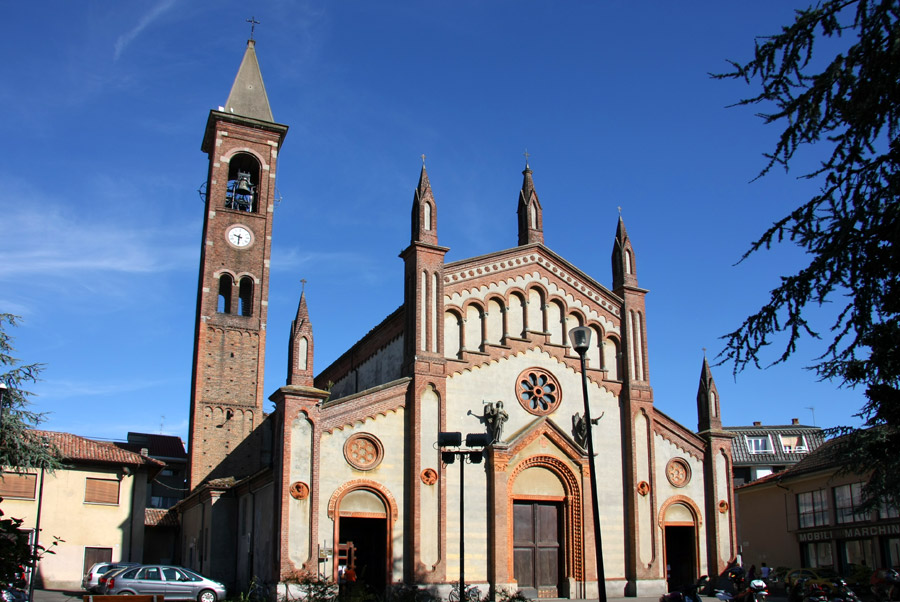
Pfarrkirche Santi Nazzaro e Celso

Die Gründung der Ansiedlung, die in der Lomellina, einem Gebiet zwischen Piémont und der Lombardei, liegt, geht auf vorrömische Zeit zurück. Sie wurde nach dem frühchristlichen Märtyrer San Nazzaro benannt. Die Ritter von Sannazzaro de’ Burgondi genossen bereits unter Kaiser Friedrich Barbarossa hohes Ansehen. Friedrich nahm die Edlen von San Nazzaro de Burgondi in seinen Schutz, bestätigte ihre Allodien und Lehen, ernannte sie zu seinen Legaten (bevollmächtigten Statthaltern) in Sardinien und verlieh ihnen eine Reihe von Vorrechten. Von 1466 bis 1835 war die Herrschaft im Besitz der Malaspina di Sannazzaro.

## Verkehr
Der Bahnhof Sannazzaro liegt an der Bahnstrecke Pavia–Torreberetti.